# Escaria pallens
Escaria pallens là một loài bướm đêm trong họ Noctuidae.